# Tom Pillibi
Tom Pillibi – utwór francuskiej wokalistki Jacqueline Boyer, napisany przez André Poppa i Pierre'a Coura, nagrany i wydany w 1960 roku i zamieszczony na minialbumie o tym samym tytule. Singiel reprezentował Francję podczas finału 5. Konkursu Piosenki Eurowizji w 1960 roku.
Podczas konkursu, który odbył się 29 marca 1960 roku w londyńskim Royal Festival Hall, utwór został zaprezentowany jako ostatni, trzynasty w kolejności i ostatecznie wygrał finał, zdobywając łącznie 32 punkty. Dyrygentem orkiestry podczas występu wokalisty był Franck Pourcel. 
Na stronie B winylowego wydania singla znalazła się piosenka „Gouli Gouli Dou”. Oprócz francuskojęzycznej wersji utworu, kompozycja została nagrana także w języku angielskim i niemieckim.